# Yukong Kokkiri Football Club 1983
Questa voce raccoglie le informazioni riguardanti lo Yukong Kokkiri Football Club nelle competizioni ufficiali della stagione 1983.

## Stagione
Ottenuta l'iscrizione alla Korean Super League come squadra a regime professionistico, lo Yukong Kokkiri esordì nel nuovo campionato oscillando tra le posizioni di classifica medio-bassa. Una serie di risultati positivi ottenuti nelle ultime gare permise alla squadra di inserirsi nella lotta per il titolo, concludendo al terzo posto con tre punti di svantaggio sulla vetta.

## Maglie e sponsor
Le divise, prodotte dall'Adidas e interamente di colore rosso, recano sulla parte anteriore la scritta "Yukong" in caratteri latini.
| Manica sinistra · Maglietta · Maglietta · Manica destra · Pantaloncini · Calzettoni |

## Rosa
| N. |                          | Ruolo | Calciatore     |
| -- | ------------------------ | ----- | -------------- |
|    | Corea del Sud (bandiera) | P     | Oh Young-Kyo   |
|    | Corea del Sud (bandiera) | D     | Lee Jang-Soo   |
|    | Corea del Sud (bandiera) | D     | Chung Jong-Soo |
|    | Corea del Sud (bandiera) | D     | Choi Ki-Bong   |
|    | Corea del Sud (bandiera) | C     | Lee Kang-Jo    |
|    | Corea del Sud (bandiera) | C     | Shin Mun-Seon  |

| N. |                          | Ruolo | Calciatore   |
| -- | ------------------------ | ----- | ------------ |
|    | Corea del Sud (bandiera) | C     | Kim Sung-Nam |
|    | Corea del Sud (bandiera) | C     | Kim Gang-Nam |
|    | Corea del Sud (bandiera) | A     | Park Yoon-Gi |
|    | Corea del Sud (bandiera) | A     | Kim Yong-Se  |
|    | Corea del Sud (bandiera) | A     | Kim Seok-Won |

## Risultati

### Korean Super League

#### Prima fase
| Seul 8 maggio 1983 | Hallelujah | 1 – 1 | Yukong Kokkiri | Dongdaemun Stadium |

| Seul 9 maggio 1983 | Yukong Kokkiri | 1 – 1 | Daewoo | Dongdaemun Stadium |

| Pusan 14 maggio 1983 | Hallelujah | 3 – 3 | Yukong Kokkiri | Busan Gudeok Stadium |

| Pusan 15 maggio 1983 | Yukong Kokkiri | 1 – 0 | Kookmin Bank | Busan Gudeok Stadium |

| Daejon 25 giugno 1983 | Yukong Kokkiri | 4 – 0 | Daewoo | Daejeon Hanbat Stadium |

| Daejon 2 luglio 1983 | Yukong Kokkiri | 0 – 1 | Kookmin Bank | Daejeon Hanbat Stadium |

| Taegu 3 luglio 1983 | Yukong Kokkiri | 0 – 1 | POSCO | Daegu Civil Stadium |

#### Seconda fase
| Andong 27 agosto 1983 | Hallelujah | 2 – 2 | Yukong Kokkiri | Andong Stadium |

| Pusan 7 settembre 1983 | Yukong Kokkiri | 1 – 4 | Kookmin Bank | Busan Gudeok Stadium |

| Gwangju 10 settembre 1983 | Yukong Kokkiri | 2 – 0 | POSCO | Gwangju Mudeung Stadium |

| Seul 13 settembre 1983 | Yukong Kokkiri | 2 – 2 | Hallelujah | Dongdaemun Stadium |

| Seul 20 settembre 1983 | Yukong Kokkiri | 2 – 1 | Daewoo | Dongdaemun Stadium |

| Seul 22 settembre 1983 | Yukong Kokkiri | 4 – 1 | Kookmin Bank | Dongdaemun Stadium |

| Masan 25 settembre 1983 | Yukong Kokkiri | 0 – 0 | Daewoo | Masan Stadium |

## Statistiche

### Statistiche di squadra
| Competizione        | Punti | Totale | Totale | Totale | Totale | Totale | Totale | DR |
| Competizione        | Punti | G      | V      | N      | P      | Gf     | Gs     | DR |
| ------------------- | ----- | ------ | ------ | ------ | ------ | ------ | ------ | -- |
| Korean Super League | 17    | 16     | 5      | 7      | 4      | 26     | 22     | +4 |

### Statistiche dei giocatori
| Giocatore     | Korean Super League | Korean Super League | Korean Super League | Korean Super League |
| Giocatore     | Presenze            | Reti                | Ammonizioni         | Espulsioni          |
| ------------- | ------------------- | ------------------- | ------------------- | ------------------- |
| Kim Gang-Nam  | ?                   | 1                   | 0                   | 0                   |
| Kim Seok-Won  | ?                   | 3                   | 0                   | 0                   |
| Lee Jang-Soo  | 10                  | 6                   | 0                   | 0                   |
| Lee Kang-Jo   | ?                   | 2                   | 0                   | 0                   |
| Park Yoon-Gi  | 14                  | 9                   | 0                   | 0                   |
| Shin Mun-Seon | ?                   | 1                   | 0                   | 0                   |